# Mole (fiume)
Il Mole è un fiume del sud est dell'Inghilterra.

## Percorso
Il Mole ha origine nel West Sussex vicino all'Aeroporto di Londra-Gatwick e fluisce verso il nord-ovest attraversando la contea del Surrey per 80 km verso il fiume Tamigi per poi sfociarvi nella località di Hampton Court Palace.
Il fiume dà il nome al distretto della contea del Surrey, denominato distretto della Mole Valley. 

## Il Mole e i poeti
Il fiume ha catturato l'immaginazione di molti scrittori e poeti. Nell'estate del 1976 il fiume si è prosciugato nel tratto tra Dorking e Leatherhead, dove taglia attraverso la regione del Downs del Nord. Infatti, nelle mappe di John Speed del Surrey del 1611, il fiume è rappresentato a fluire sottoterra, sotto una serie di colline. Il nome del fiume non deriverebbe da questo suo fluire sotterraneo (in inglese mole significa "talpa"), bensì dal latino mola (mulino) oppure una trasformazione della parola Molesey (Mul's Island).
Nel Medioevo il nome del fiume era Emlyn.

## Galleria d'immagini

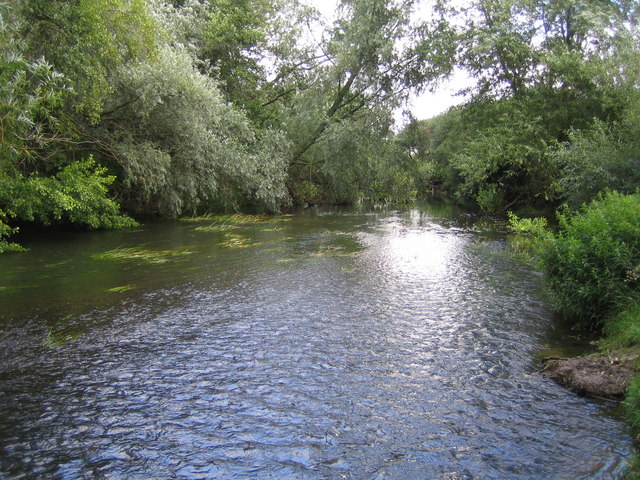
tratto della Mole
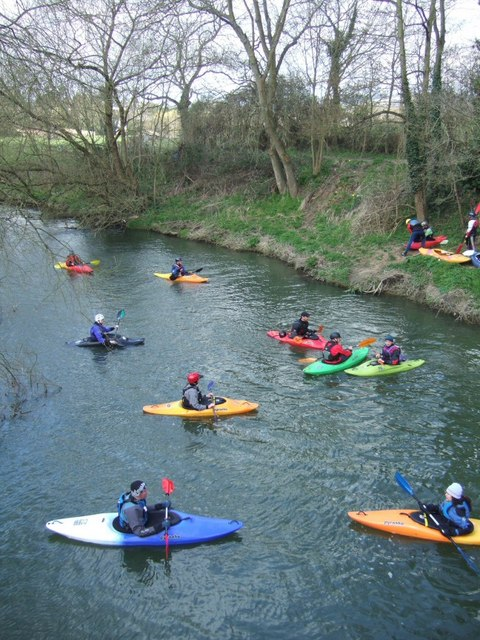
canoe sulla Mole